# Taiwan Power Company
Die Taiwan Power Company (chinesisch 臺灣電力股份有限公司 / 台湾电力股份有限公司, Pinyin Tāiwān Diànlì Gǔfènyǒuxiàngōngsī, auch als Taipower bekannt) ist ein staatliches Energieversorgungsunternehmen, das Taiwan und seine küstennahen Inseln mit Strom versorgt.
Das Unternehmen wurde am 1. Mai 1946 in Taipeh gegründet. Taipower ist ein vertikal integriertes Unternehmen, dessen Betätigungsfeld die Erzeugung, Übertragung, Verteilung und der Verkauf von Energie ist.
Im Jahre 1994 wurde eine Vereinbarung getroffen, die das bisherige Monopol aufbrechen soll und unabhängigen Energieproduzenten eine Einspeisung von bis zu zwanzig Prozent des benötigten Stroms in Taiwan ermöglicht.
2015 wurden 219,1 Mrd. Kilowattstunden produziert und 13,61 Millionen Kunden bedient. Dafür betrieb Taipower Anlagen mit einer Gesamtkapazität von 41 GW, 606 Verteilerstationen, 17.412 Kilometer Überlandleitungen und 361.201 Kilometer elektrische Kabelleitungen.
TaiPower sponsert den Fußballverein Taiwan Power Company FC, der zu den besten des Landes gehört.